# Yusuke Maruhashi
Yusuke Maruhashi (丸橋 祐介, Maruhashi Yusuke) est un footballeur japonais né le 2 septembre 1990 dans l'arrondissement Suminoe-ku à Osaka. Il évolue au poste d'arrière gauche.